# 伊蓮·佩姬
伊蓮·佩姬女爵士，DBE（英語：Dame Elaine Paige，1948年3月5日—），舊姓彼克史達夫（Bickerstaff），英國歌手、演員與音樂劇名伶。成長於倫敦北部巴內特，佩姬就讀於艾達·福斯特戲劇學校，並於1964年首次登上職業舞台進行演出。1968年的搖滾音樂劇《髮》，則是佩姬初次在西區劇院登台演出作品。
接下來的十年，在飾演了一連串的角色後，佩姬雀屏中選，在1978年音樂劇《艾薇塔》的首次演出中飾演伊娃·裴隆，為佩姬帶來了更廣大觀眾的關注。佩姬並以此贏得了奧立佛獎年度最佳音樂劇演出。1981年，她演出了《貓》中葛莉茲貝拉一角，並以劇中歷久不衰的〈回憶〉一曲擠進熱門歌曲前十名。1985年，佩姬與芭芭拉·迪克森合作，為音樂劇《棋王》發行專輯《我如此了解他》，其至今仍保持著最暢銷女聲二重唱的唱片紀錄。佩姬隨後演出了《棋王》的音樂劇，並接著領銜主演《百無禁忌》，同時也參與了該劇的製作。
佩姬於1996年以《日落大道》初登百老匯舞台，擔任主角諾瑪·黛絲蒙，獲得輿論的一致好評。2000年到2001年間，佩姬演出了《國王與我》，六年後再以《半醉伴護》重返西區劇院。佩姬也參與電影與電視演出。
除了五度提名奧立佛獎之外，佩姬也獲得了許多其他獎項的肯定，因而有「英國音樂劇第一夫人」的美譽。她發行了二十張個人專輯，其中連續八張是金唱片、另有四張多白金唱片。佩姬也參與了七張音樂劇唱片，並於世界各地舉辦演唱會。2004年起，佩姬開始在英國廣播電台第二台主持她自己的節目《伊蓮·佩姬的星期天》。
2025年英皇壽辰授勳名單，佩姬獲授予英帝國女爵級司令勳章，成為女爵士，以肯定她在音樂和慈善方面的工作。

## 外部連結
- 官方網站 （页面存档备份，存于）
- 英國廣播電台第二台 - 伊蓮·佩姬 （页面存档备份，存于）於bbc.co.uk （页面存档备份，存于）
- 伊蓮·佩姬在互联网电影资料库（IMDb）上的資料（英文）
- 互聯網百老匯資料庫（IBDB）上伊蓮·佩姬的資料（英文）